# Puerto Escondido (Baja California Sur)
Puerto Escondido (también conocido como Puerto Loreto) es un pequeño pueblo costero del estado mexicano de Baja California Sur. Está localizado a 28 km al sur de Baja California Sur, sobre la Carretera Federal 1, desde donde puede verse la isla Carmen del golfo de California. Pertenece al municipio de Loreto. El arquitecto y urbanista francés François Spoerry construyó gran parte de la localidad de Puerto Escondido.